# José Luis Penado

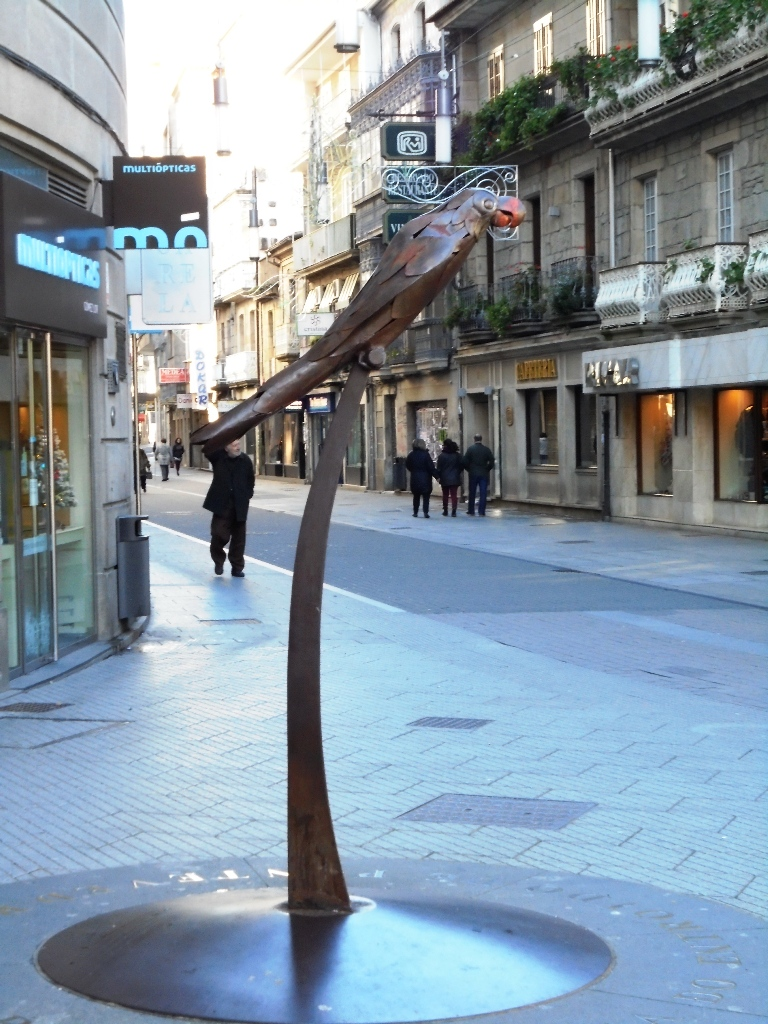
Estatua del Loro Ravachol (2006) en Pontevedra.

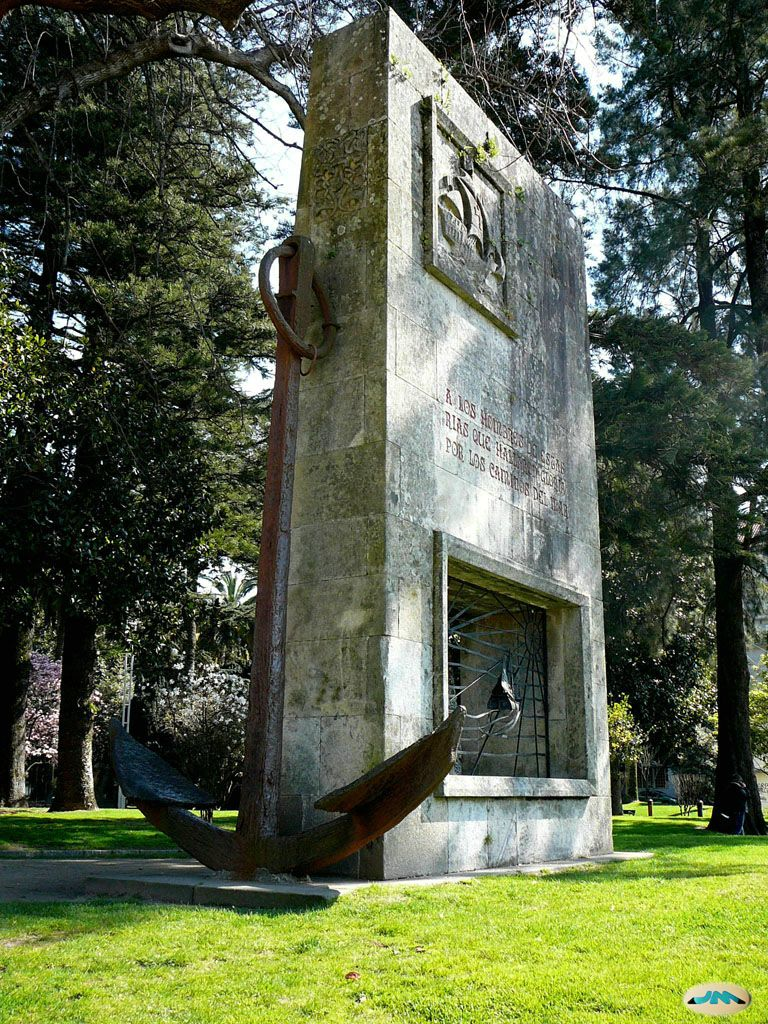
Monumento a los navegantes (1959) en el parque de las Palmeras en Pontevedra.

José Luis Penado Gómez, nacido en Pontevedra el 1 de agosto de 1928 y fallecido en la misma ciudad el 13 de septiembre de 2016, fue un escultor gallego. Dotado de una óptica muy personal, dejó una abundante obra, la mayoría realizada en hierro, su material fetiche.

## Trayectoria
Desde su juventud mostró interés por el arte, tanto plástico como musical. Asistió a clases de dibujo y pintura con Castelao y Laxeiro. Su estancia en Madrid para hacer el servicio militar le permitió ampliar su horizonte artístico, descubriendo obras como las de Julio González. Sus inicios en la escultura fueron trabajando la madera, pero en los cincuenta emigró a Venezuela, viviendo en Caracas, donde trabajó en la metalurgia como encargado en un taller de soldadura. Allí asimiló nuevas técnicas y a partir de ese momento se entregó por completo al hierro, material con el que creó sus obras más notables.
Volvió a España en 1965 y se instaló en su Pontevedra natal. Dos años más tarde realizó su primera exposición en la Sala de Información y Turismo, en la que ya mostraba su interés por el oficio artesanal de la forja. Después vendrían muestras en Madrid, Vigo, Ourense, Salamanca, Valladolid, Sevilla, Barcelona y Pamplona.
En 1996 tuvo lugar una exposición de esculturas propias en la Casa de Galicia de Madrid.
Ya como artista consolidado amplió su repertorio material incorporando el acero y el bronce, con los que consiguió obras de una poética sorprendente. En sus últimos años añadió el estaño y el color a su mirada abstracta sobre la naturaleza.
En el año 2014 fue protagonista de una exposición antológica que organizó el Museo de Pontevedra, en el Edificio Sarmiento.
Falleció en su ciudad natal el 13 de septiembre de 2016.

## Obra
Fue un creador muy prolífico, realizando piezas para diferentes instituciones públicas y privadas, y también para varios templos de Galicia, destacando la impresionante cruz monumental situada en la iglesia neogótica de Caritel.
En la Pousa, entre Caritel y Forzáns, estaba situada una escultura en homenaje al Can de palleiro, encargada por Manuel Cordo Boullosa en 1973 y desaparecida desde 2016.
Fue autor de la popular figura del loro Ravachol situada en la Plaza de la Peregrina, en Pontevedra. También destaca el monumento urbano Aí veñen os mariñeiros situado en la Plaza Elíptica de La Coruña y el Monumento á árbore, situado en la Plaza de Barcelos de Pontevedra. Asimismo realizó la figura del Cristo que preside el altar de la iglesia de la Virgen del Camino.
También existen obras suyas en el Museo de Pontevedra y en el Museo Taurino de Pamplona.

## Premios y reconocimientos
- Premio Meigas e Trasnos de Sarria, en 1973
- Primer premio del Concello do Grove, en 1981.
- Título de “Amigo de Pontevedra”, en 1996

## Galería

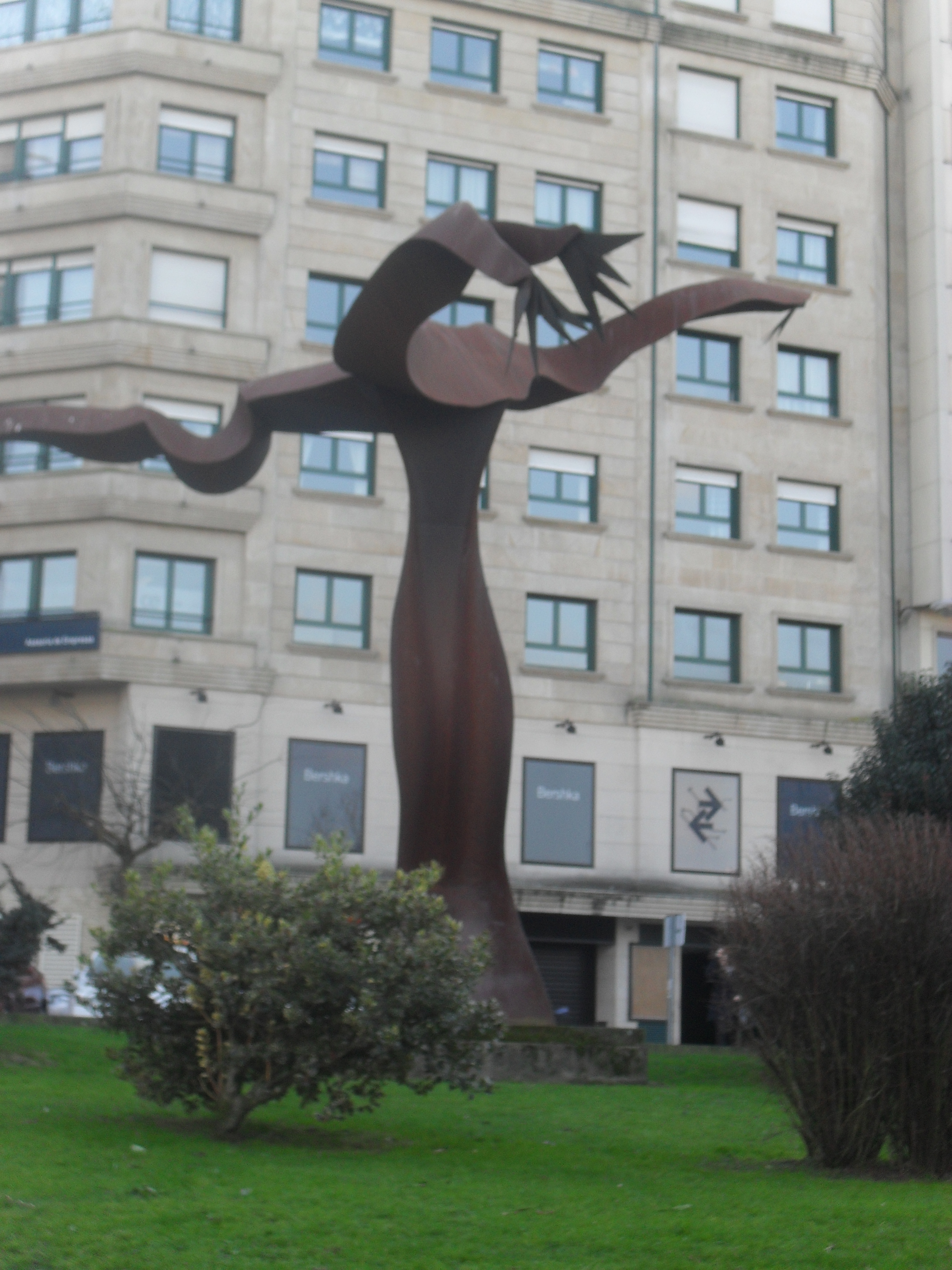
Monumento al árbol (1998) en la plaza de Barcelos de Pontevedra
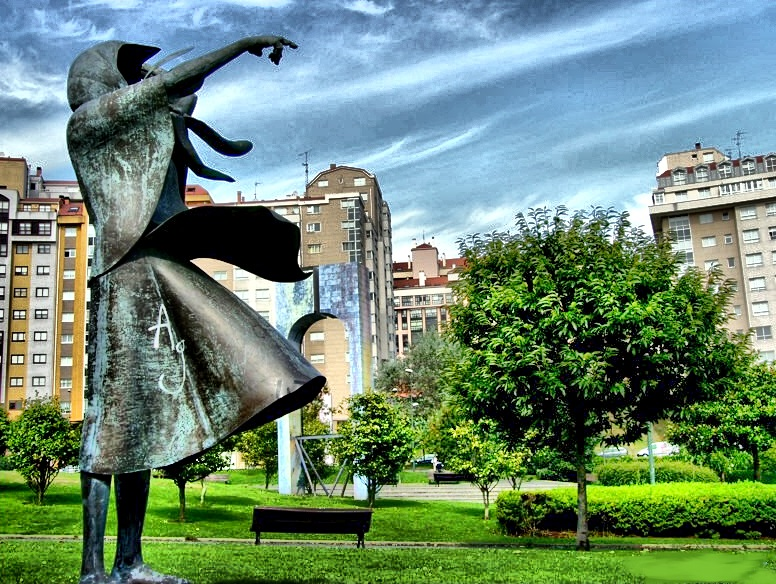
Aí veñen os mariñeiros en la plaza Elíptica de La Coruña
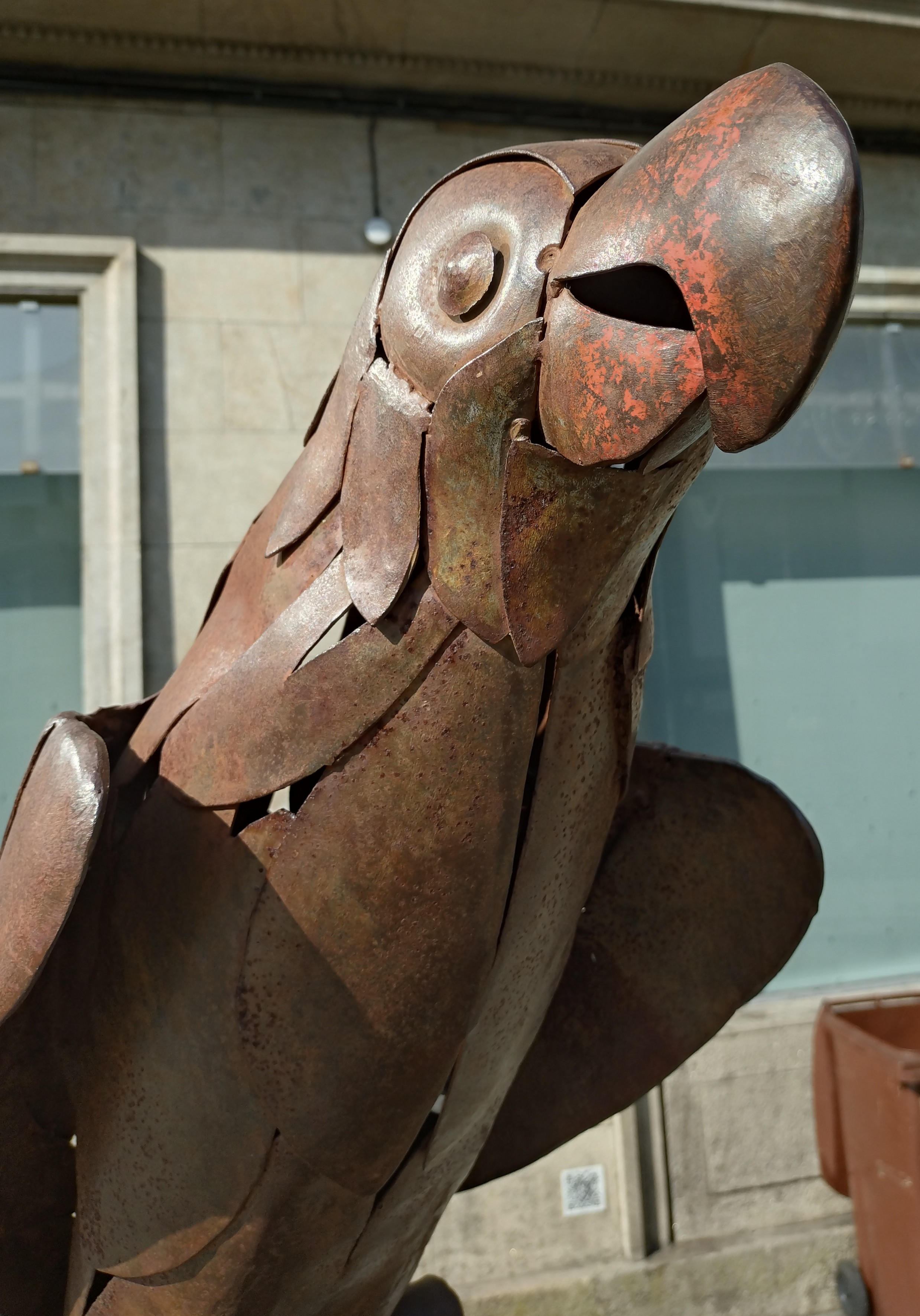
Primer plano del loro Ravachol en hierro y bronce (plaza de la Peregrina, Pontevedra).